# Tryphera prostrata
Tryphera prostrata är en amarantväxtart som beskrevs av Carl Ludwig von Blume. Tryphera prostrata ingår i släktet Tryphera och familjen amarantväxter. Inga underarter finns listade i Catalogue of Life.